# Karamsad
Karamsad là một thành phố và khu đô thị của quận Anand thuộc bang Gujarat, Ấn Độ.

## Địa lý
Karamsad có vị trí 22°33′B 72°54′Đ / 22,55°B 72,9°Đ Nó có độ cao trung bình là 35 mét (114 feet).

## Nhân khẩu
Theo điều tra dân số năm 2001 của Ấn Độ, Karamsad có dân số 28.970 người. Phái nam chiếm 53% tổng số dân và phái nữ chiếm 47%. Karamsad có tỷ lệ 78% biết đọc biết viết, cao hơn tỷ lệ trung bình toàn quốc là 59,5%: tỷ lệ cho phái nam là 84%, và tỷ lệ cho phái nữ là 71%. Tại Karamsad, 10% dân số nhỏ hơn 6 tuổi.